# البوي
البوي هو سيت كوم مغربي من إنتاج قناة شدى سنة 2019، عُرض في شهر رمضان. من بطولة سعيد الناصري، فاطمة خير، نعيمة إلياس، طه أزهاري، كلارا ملاك.

## القصة
يحكي السيتكوم قصة شخص عاش ظروفا صعبة، ويضطر إلى العمل خادما في بيت سيدة، أم لطفل، لتتوالى الأحداث في قالب كوميدي.

## الأدوار
- سعيد الناصري في دور «سعيد»
- فاطمة خير في دور «دليلة»
- نعيمة إلياس في دور «عايدة»
- طه أزهاري في دور «مهدي»
- كلارا ملاك في دور «زينب»